# Carry On (어벤지드 세븐폴드의 노래)
Carry On은 2012년 공개된 미국의 헤비 메탈 밴드인 어벤지드 세븐폴드의 노래이다.

## 대중매체 속 노래
"Carry On"은 콜 오브 듀티: 블랙 옵스 II의 마지막에 나오는데 게임 속 캐릭터 두명이 밴드맴버로 등장한다. 라울 메넨데즈가 기타 프랭크 우즈가 드럼을 맏는다. 이 노래 또한 게임 내 좀비맵 트레일러 곡에 사용되기도 하였다.

## 구성
어벤지드 세븐폴드
- 엠 섀도우스 - 리드 보컬
- 잭키 벤젠스 - 리듬 기타,베킹 보컬
- 시니스터 게이츠 - 리드 기타,베킹 보컬
- 조니 크라이스트 - 베이스,베킹 보컬
- 에이린 일리제이 - 드럼